# POLE4
A DNS-polimeráz ε 4. alegysége a POLE4 gén által kódolt fehérje, a DNS-polimeráz ε 4., szerkezeti alegysége. A POLE3/POLE4 hisztonkötő holoenzim része. Nem szükséges a Pol ε-holoenzim működéséhez és H3–H4 hisztondimer-chaperonhoz, mely a nukleoszóma létrejöttéhez szükséges, a sejtciklus előrehaladásához nem.

## Evolúció
Az archeák is rendelkeznek hisztonszerű DNS-kötő doménnel rendelkező fehérjével, ez az NFYB. Eukariótákban gyakori és a koregulációra utal az 5’–5’ elrendezésű H3–H4 és H2A–H2B hisztonpár-elrendezés. Bár az archeák és a baktériumok is rendelkeznek kromatinasszociált génosztályokkal, köztük minőségi különbség van: az archeákban jobban állandósultak a hisztonok és általában a kromatinasszociált génekkel együtt fordulnak elő, míg a baktériumok írói és törlői kevésbé állandósultak és a ritka hisztonszerű génekkel nem függnek össze.

## Szerkezet
A POLE4 C-terminális H2A-szerű hisztonmotívumból áll, előtte rugalmas rendezetlen farokkal. A Phe74Asp mutáció a POLE3–POLE4 kölcsönhatást megakadályozza. N-terminális vége feltehetően hosszú és rugalmas.

## Homológok
Az élesztőgombák, például a Schizosaccharomyces pombe POLE4-homológja a Dpb4.

## Funkció
A POLE4 a H2A és a H2B hisztonhoz hasonló motívumú fehérje, mely más hisztonmotívumú fehérjékkel, például a POLE3-mal kölcsönhatva a DNS-t szekvenciafüggetlenül köti. E fehérjedimerek nagyobb enzimkomplexekké állnak össze a DNS-transzkripcióhoz, -replikációhoz, -csomagoláshoz és a kromatinintegritáshoz.
A POLE3–POLE4 dimer H3–H4 hiszton-di- és -tetramerekhez tud kötni és chaperonként működni. A dimer átmeneti mennyiségcsökkenése csökkenti az új hisztonok leadását a vezető szálra és a meglévők újrahasznosítását is, ezért ez a hisztonmennyiség követő szál felé való eltolódását okozza. A Pol ε és a Pol α-komplex is hisztonkötő. Ezek bármelyikének megzavarása gátolja a szülőhiszton-elkülönülést az utódszálakon, ezért e polimerázok az RC-nukleoszómák keletkezésében fontosak. A POLE3–POLE4 dimer fontosságát mutatja, hogy a szülői hisztonok transzferjét gátolja ezek kiesése. Ennek ellenére a sejtciklus előrehaladásában nem okoz jelentős eltérést a POLE3 és a POLE4 hiánya.
A POLE3 és a POLE4 immunprecipitációban a H3.1 és a H3.3 hisztonnal is együtt válnak ki, de erősebb a replikatív H3.1 izoformával a kölcsönhatás. Azonban az utóbbi izoformával való kölcsönhatás alapján fontos lehet a szülői hisztonok feldolgozásában a POLE3–POLE4 komplex.

## DNS-javítás
A POLE4 a nukleotideltávolításos javításban fontos, a sejt DNS-károsodásra adott válaszként expresszálja. Génjének promotere 8 funkcionálisan metilált helyet tartalmaz.:S2

## Klinikai jelentőség

### Tumorok
A POLE4 a DNS-károsodásra válaszoló fehérje, bizonyos onkogének mutációjával szintetikus letalitást mutat.

### Kissejtes tüdőrák
A kissejtes tüdőrák sejtjeiben a POLE4, az NFKB1 és a YAP1 expressziója alacsony, az ASCL1-é magas.:5. ábra A Pole4–Trp53-knockout egerekben a tumorigenezis gyorsabb, ez alapján a replikációs stressz és a p53-inaktiváció jelentős. A miR-7 szabályozza a POLE4-et, ezért az alacsonyabb expressziót a több miR-7 okozhatja, amelyet a túlexpresszált ASCL1 okoz.

### Nem lokalizált prosztatarák
Nem függ össze rosszabb kilátásokkal a magasabb POLE4-expresszió nem lokalizált prosztatarákban.

### Vad típusú IDH-s glioblasztóma
A POLE4-metiláció a DNS-metiláció-alapú öregedést gyorsítja, azonban ez jobb kilátásokkal jár idősebb betegekben is.

### HIV–1
A HIV–1-DNS-t a POLE4 és a POLE3 represszálja egy represszív kromatinszerkezet létrehozásával.

### Mutációk
A nagyobb POLE4-metiláció gyorsítja a DNS-metiláció-alapú öregedést. A POLE4 és az RTEL1 mutációi szintetikus letalitást mutatnak (egyikük mutációja se okoz önmagában letalitást, együttesen viszont igen).
A POLE4-hiány destabilizálja a Pol ε-t, rokonok utódainál embrionális letalitást, nem rokonokéinál fejlődési rendellenességeket, leukopéniát, trombocitózist, anémiát és tumorhajlamot okoz a p53-aktiváció és a replikációs stressz miatt, melyet a Pol ε hipomorfiája és a replikációs origó nem elég hatékony aktivációja okoz. A p53 egyik alléljának kiütése megszünteti a fejlődési rendellenességeket, de növeli a tumorigenezist. A POLE4-hiány jelentős idegrendszeri elváltozásokat is okoz.
Mivel a POLE4 hiánya destabilizálja a Pol ε-t, ez egyben az aktív Pol ε mennyiségének csökkenését is okozza.

## Kölcsönhatások
A POLE4 a POLE3-mal lép kölcsönhatásba, azzal együtt pedig kölcsönhatásba lép a H3 és a H4 hisztonokkal és azok di- és tetramerjeivel. Ezenkívül a POLE3–POLE4 komplex kölcsönhathat a CMG (CDC45/MCM2–7/GINS1–4) replikatív helikázzal. A POLE3 és a POLE4 egymás stabilitásához szükségesek. A POLE4-hiányos sejtek alacsonyabb POLE1- és POLE2-expressziót mutatnak.
A tripszin gyorsan bontja a POLE4-et.
A proliferálósejt-magantigén szintje EdU-val jelölt DNS-en timidinfelszabadulás hatására állandó marad a POLE4–/– sejtekben, vad típusúakban viszont nem, ezt előbbiek replikációs villánál lévő csökkent kromatinzavarás/-érése okozza.

## Fordítás
Ez a szócikk részben vagy egészben  a   POLE4 című angol Wikipédia-szócikk ezen változatának fordításán alapul.  Az eredeti cikk szerkesztőit annak laptörténete sorolja fel. Ez a jelzés csupán a megfogalmazás eredetét és a szerzői jogokat jelzi, nem szolgál a cikkben szereplő információk forrásmegjelöléseként.